# 无产阶级革命派
无产阶级革命派是中华人民共和国文化大革命前期普遍使用的词汇。在文革前期，“两报一刊”社论中把要向“走资本主义道路的当权派”夺权的一方称作“无产阶级革命派”。